# Mats Widgren
Mats Olof Widgren, född 5 april 1948, är en svensk professor emeritus i kulturgeografi vid Stockholms universitet. Han är specialiserad på det historiska och förhistoriska odlingslandskapet i Sverige.
Widgren disputerade i Stockholm 1983 på avhandlingen Settlement and Farming Systems in the Early Iron Age: a Study of Fossil Agrarian Landscapes in Östergötland, Sweden. Den behandlar stensträngslandskapet från den romerska järnåldern och folkvandringstiden. Handledare var Sven-Olof Lindquist.
Widgren är son till skådespelaren Olof Widgren och bror till författaren Lillemor Widgren Matlack, skådespelaren Kerstin Widgren och ämbetsmannen Jonas Widgren samt morbror till skådespelaren och regissören Helena Bergström.

## Publikationer
Medförfattare till Jordbrukets första femtusen år 4 000 f.Kr. – 1 000 e.Kr., Natur & Kultur
ISBN 912734892X